# Kofun d'Ishibutai

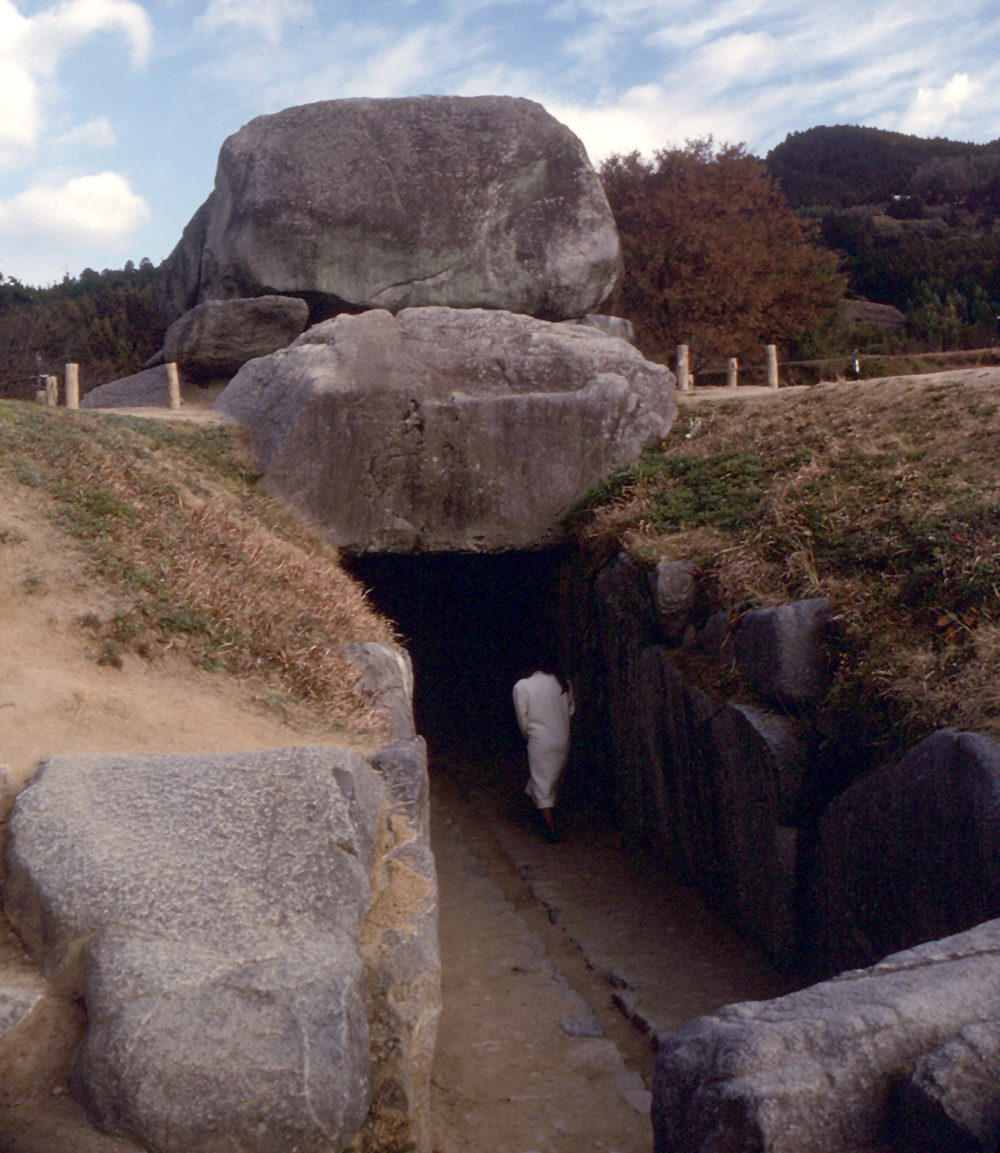
Entrée du kofun d'Ishibutai. Le personnage indique l'échelle.

Le kofun d'Ishibutai (en japonais 石舞台古墳) est un tumulus de pierre de la période d'Asuka, à l'est des vestiges Shimanoshō, à Asuka, dans la préfecture de Nara, au Japon. Ce kofun passe pour être la tombe de Soga no Umako. Jadis tumulus, il ne reste plus que des pierres. Toutefois, longue de 54 m, c'est la plus grande structure mégalithique connue au Japon. Le kofun est également appelé « kofun d'Ishibutoya » (石太屋).

## Nom
Le nom du kofun en japonais est une combinaison de deux mots, le premier, ishi (石), signifie « pierre », et le second, butai (舞台), « scène ». Le nom du kofun provient donc de sa ressemblance avec une grande scène en pierre. Le kofun d'Ishibutai est connu sous ce nom depuis au moins la période Tokugawa, ainsi qu'en témoigne sa mention dans le Saigoku sanjūsansho meisho zue, important guide des pèlerinages bouddhistes écrit par Kanenari Akatsuki en 1853.

## Association avec Soga no Umako
Le kofun d'Ishibutai passe pour être la tombe de Soga no Umako (551 ?-626), et sa mort durant le règne de l'impératrice Suiko est mentionnée dans le Nihon shoki.

« Été, 5e mois, 20e jour. Le Oho-omi est mort. Il est enterré dans la tombe de Momohama. »

L'historien et archéologue Sadakichi Kita (1871-1939) suggère que le kofun d'Ishibutai est la tombe Momohana mentionnée dans le Nihon shoki. Kita suggère également que le monticule de terre du kofun d'Ishibutai a été enlevé après la mort de Soga no Umako comme punition du clan Soga par le gouvernement impérial.

## Structure
Le kofun est construit sur un éperon d'une montagne qui tombe au nord-est vers un petit plateau. Il comprend une plate-forme, une galerie d'entrée, des murs de pierre qui forment une tombe, deux grosses pierres qui forment un plafond pour le tombeau et des talus de chaque côté de la tombe. Au total, 30 pierres ont été utilisées pour construire le kofun d'Ishibutai. Les grands mégalithes de granit proviennent du mont Tōnomine, éloigné d'environ 3 km du site.

### Plate-forme et fossé
Le kofun d'Ishibutai occupait à l'origine une zone beaucoup plus grande que ce dont témoigne l'actuel tumulus de pierre. Il a été élevé sur une plate-forme carrée de 50 m de chaque côté au moment de la construction. Des fouilles archéologiques ont révélé que le kofun était entouré par un fossé, caractéristique typique des autres kofun de cette période. Ce fossé est estimé à 12 m de large. Au total, le kofun, la plate-forme et les douves couvraient probablement une superficie de 85 m de long.

### Approche
Les kofun avaient généralement une chaussée en pierres sur le chemin d'entrée de la tombe. Celui d'Ishibutai a un chemin d'entrée particulièrement long qui mesure 38 m. Un canal de drainage peu profond, de 11,5 m de long et 2,55 m de large, court au long du chemin d'entrée. Cette entrée était à l'origine couverte comme la tombe mais son plafond en pierre a disparu.

### Tombe
Le kofun d'Ishibutai est une tombe de type yokoana (横穴) corridor. La chambre intérieure fait 7,5 m de long, 3,4 m de large et 4,8 m de haut. Il se compose de 30 pierres de 4,7 m sur 3,5 m et 7,7 m. De petits canaux de drainage courent le long de l'est, du nord et de l'ouest de la tombe. Ils ont été construits pour drainer d'eau sur le côté nord de la tombe afin d'alimenter le sud dans le canal de drainage peu profond dans l'entrée du kofun.

### Plafond
Le kofun d'Ishibutai est surtout remarquable pour les mégalithes qui forment le plafond de la tombe. Celui-ci en compte deux, l'un au nord et l'autre au sud. Le mégalithe du nord pèse environ 60 t et la pierre plus grande vers le sud approximativement 77 t.

### Tertre
Le kofun d'Ishibutai était à l'origine un kofun large et plat de type hōfun (方墳). À l'époque de la construction, la structure de pierre existante était couverte d'un large et plat monticule de terre. Ce monticule s'est lentement érodé après la construction du kofun, exposant ainsi les grands mégalithes du toit de la tombe.

## Fouilles
Le kofun d'Ishibutai est mis au jour pour la première fois par l'archéologue et universitaire Kōsaku Hamada (1881-1938). Les kofun impériaux n'ont pas été rapidement creusés au Japon. En raison de son association avec Soga no Umako, le tumulus d'Ishibutai n'a pas de désignation impériale et a ainsi fait l'objet d'importantes fouilles. Le kofun a été fouillé en 1933 ; le travail sur la base et les douves a commencé en 1935 et l'excavation de la tombe s'est poursuivie jusqu'en 1975.
Les fouilles de ce kofun n'ont révélé aucune découverte importante. Des objets funéraires ont probablement été perdus lors du pillage de la tombe assez vite après sa construction. Des tessons de pierre au sud-est de la tombe sont les restes d'un sarcophage en tuf. De nombreux exemples d'instruments dorés et en bronze ainsi que des tesson de faïence ont été trouvés aux abords de l'approche de la tombe. La fouille a également révélé que d'autres kofun de pierre plate similaires ont été construits au nord et au sud de la structure existante.
Le kofun d'Ishibutai est désigné « ruines historiques » en 1935. En 1954, il est désigné site historique spécial (特別史跡, tokubetsu shiseki) de plein titre, l'un des seuls soixante-quinze sites au Japon ainsi désigné. La fouille du site d'Ishibutai a continué après la Seconde Guerre mondiale et une importante reconstruction des zones autour du kofun a été réalisée. Le kofun et ses environs font partie du parc gouvernemental national historique d'Asuka.

## Galerie d'images

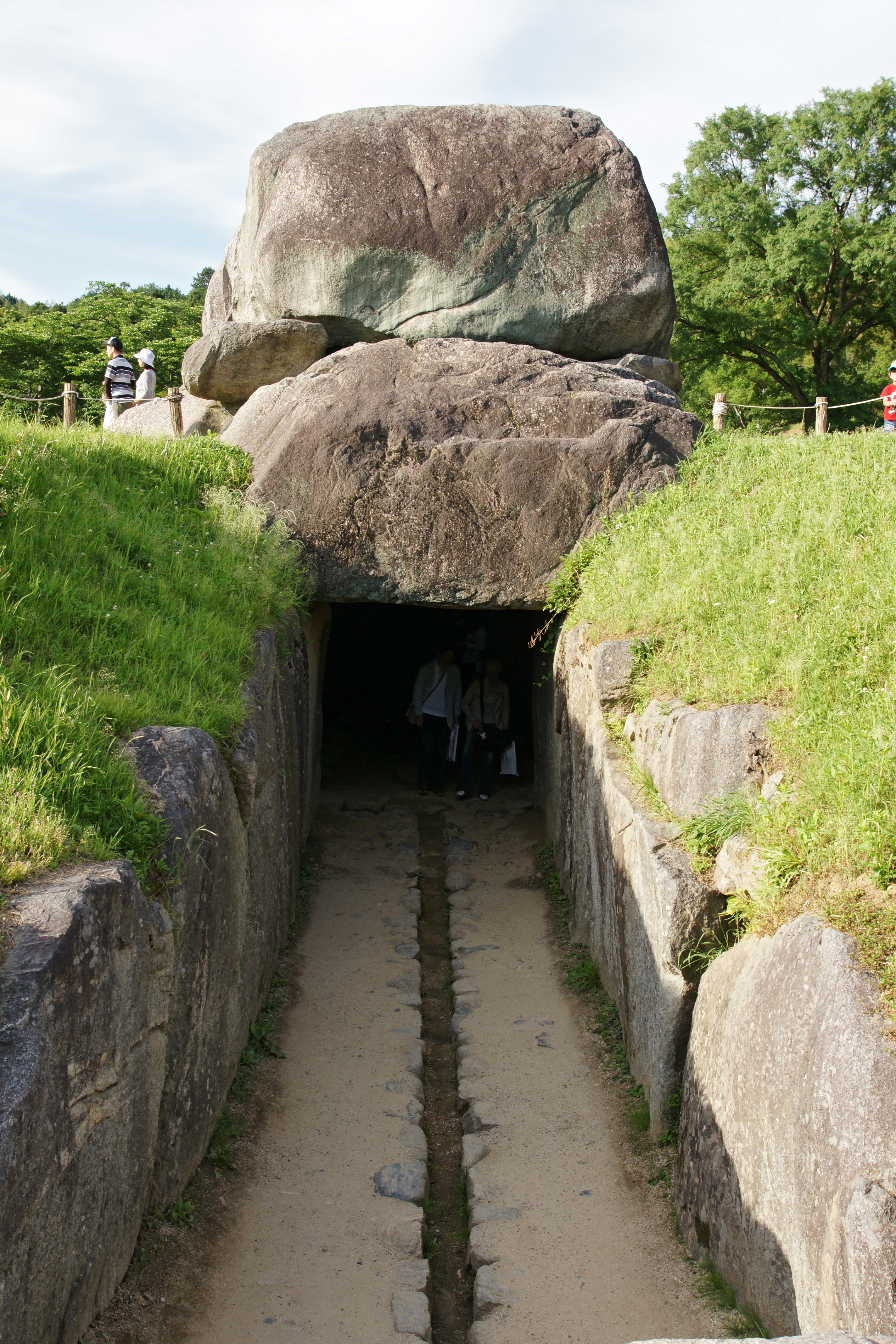
Entrée de pierre du kofun d'Ishibutai.
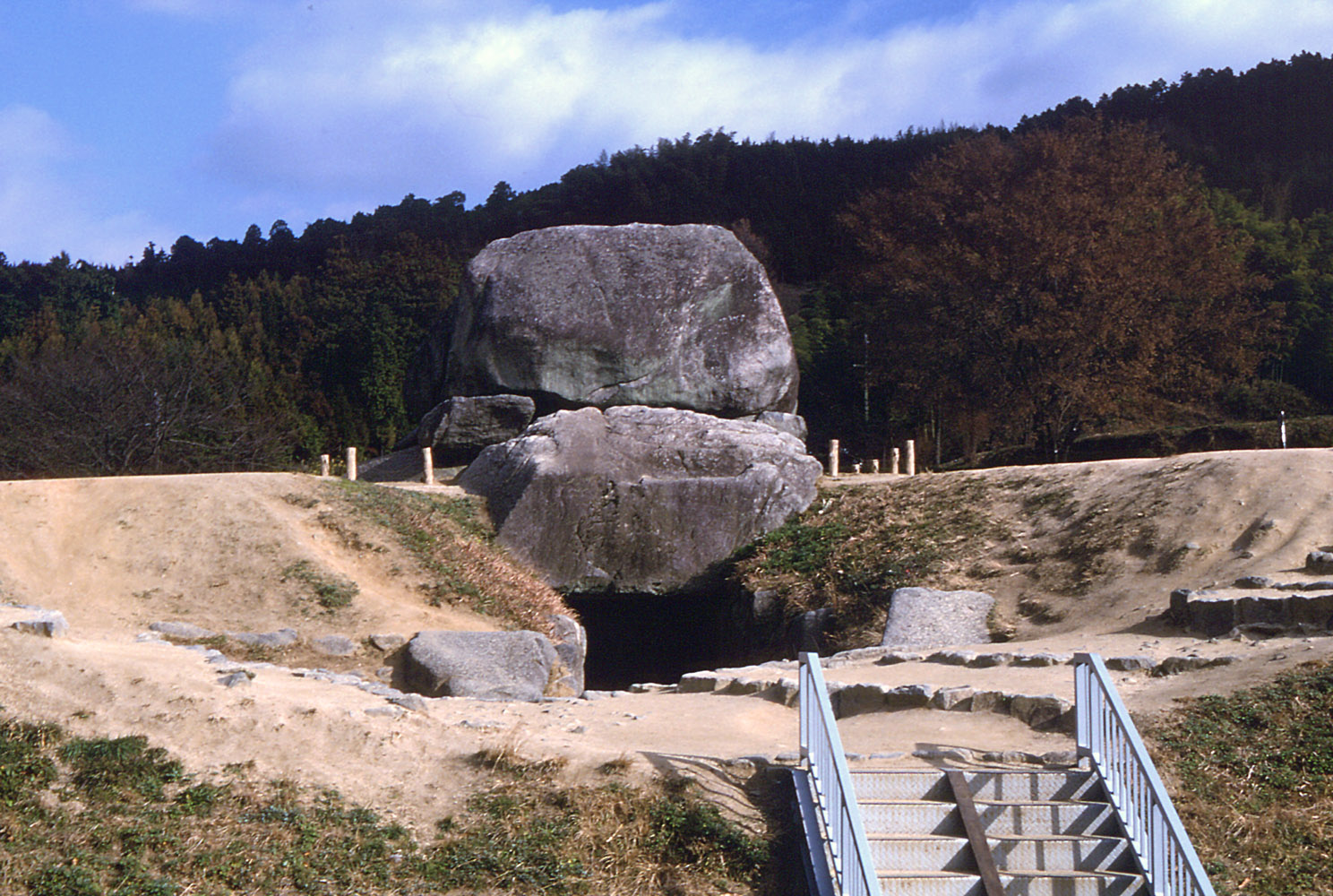
Escaliers vers le kofun.
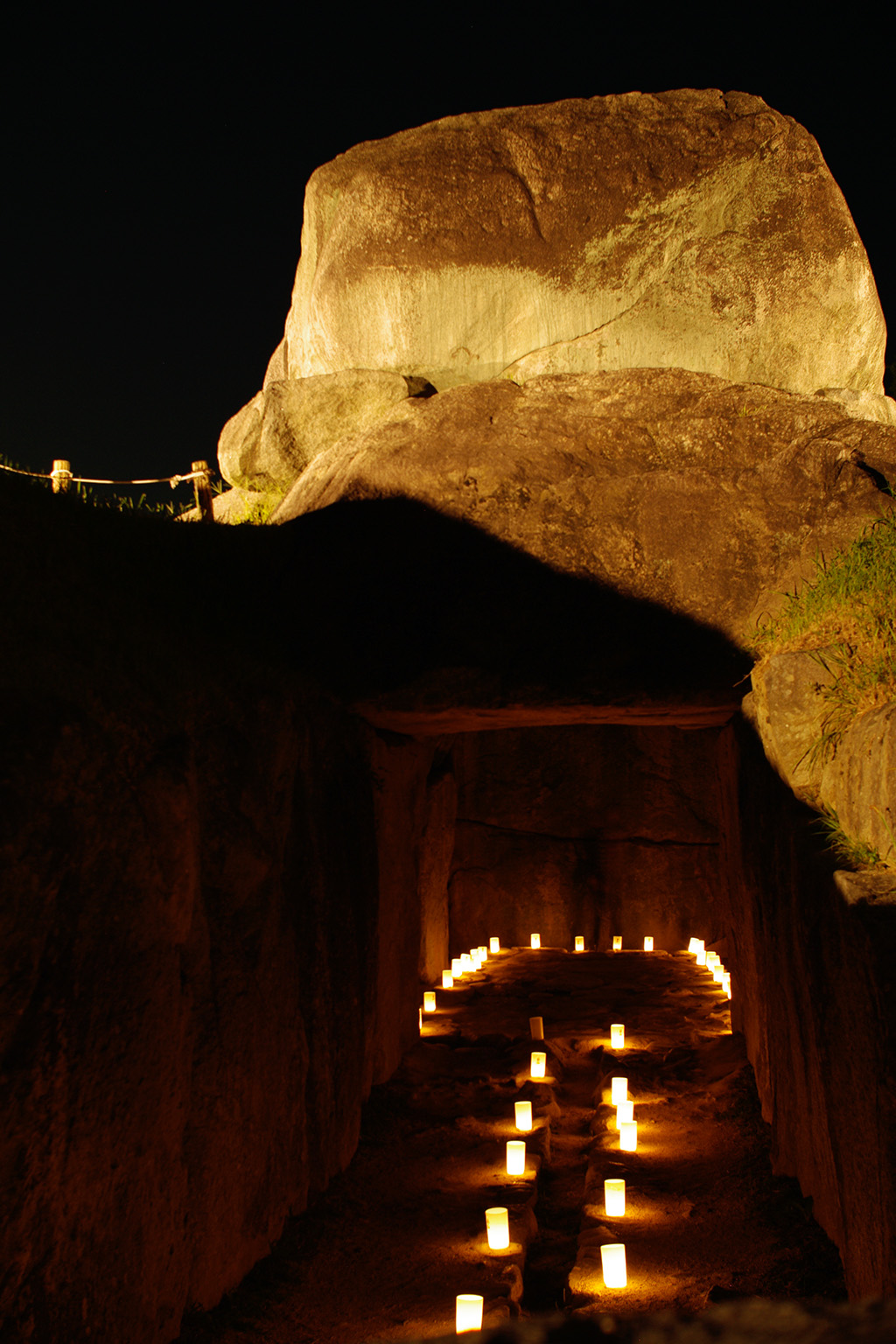
Le kofun illuminé en automne.
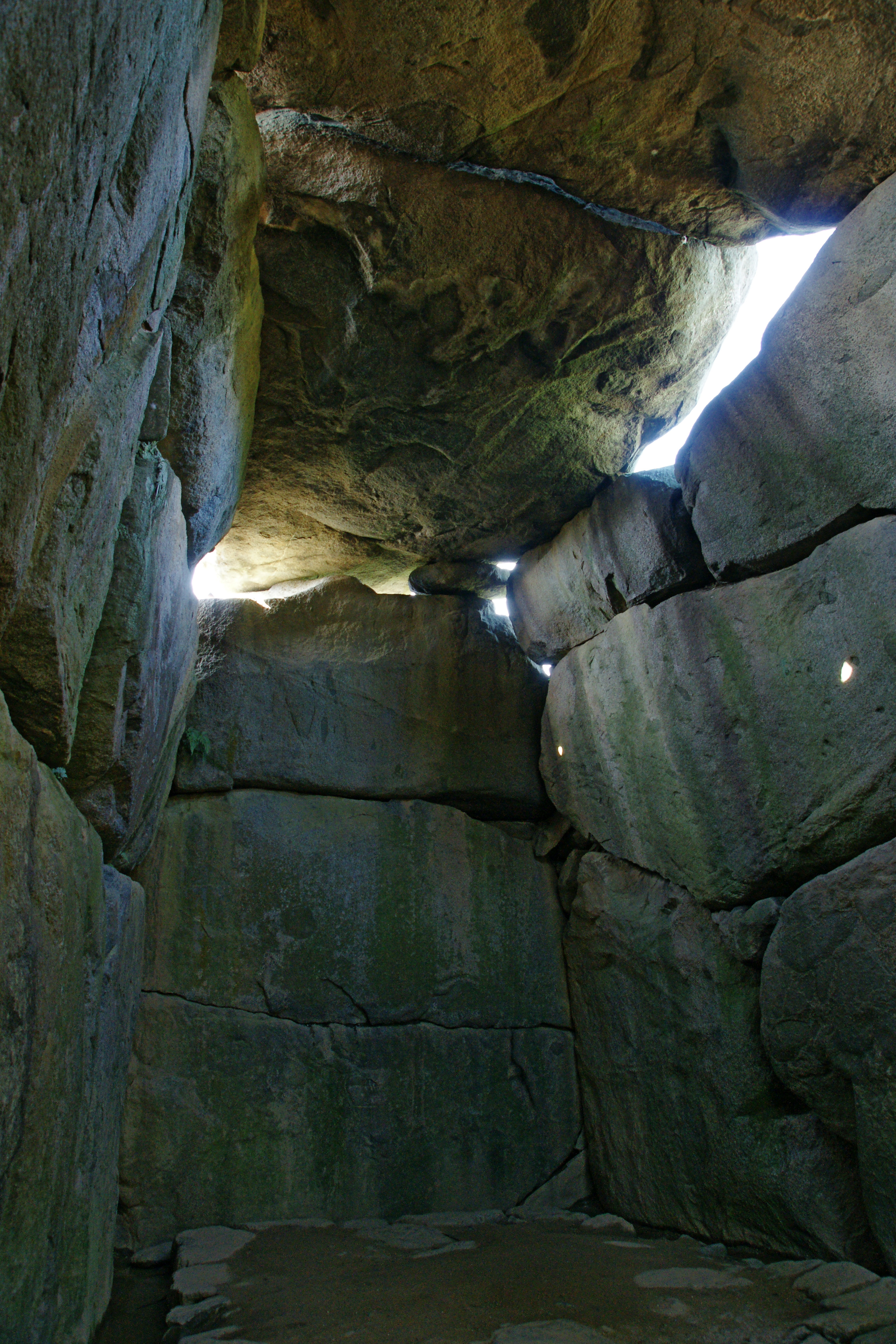
Plafond du kofun.
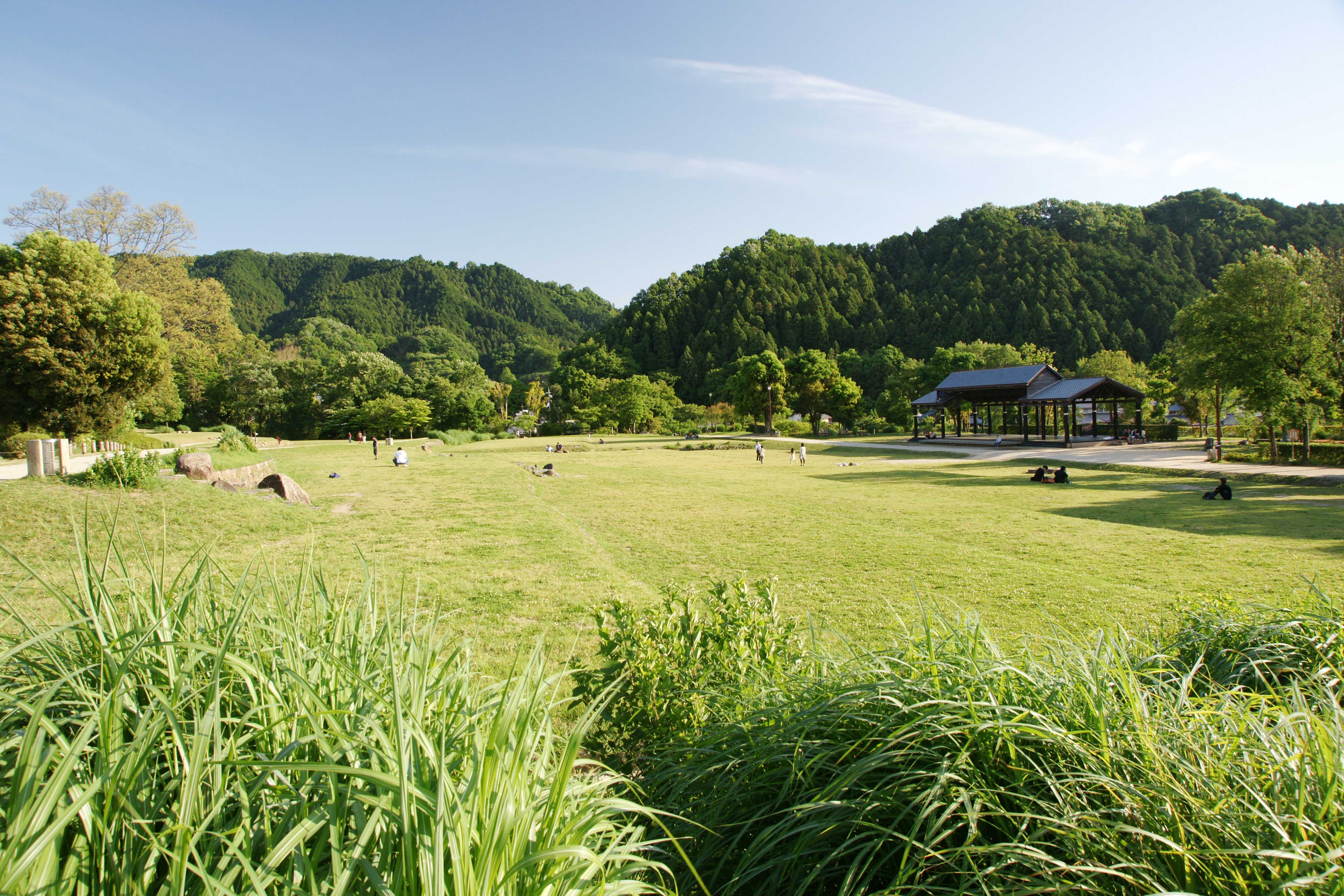
Parc autour du kofun.

## Source de la traduction
- (en) Cet article est partiellement ou en totalité issu de l’article de Wikipédia en anglais intitulé « Ishibutai Kofun » (voir la liste des auteurs).